# Bifurcia ramosa
Bifurcia ramosa là một loài nhện trong họ Linyphiidae.
Loài này thuộc chi Bifurcia. Bifurcia ramosa được Li & Zhu miêu tả năm 1987.